# Discografia de Melanie Brown
A Discografia de álbuns e singles lançados em carreira solo pela cantora britânica Melanie Brown inicia-se em 1999, com o lançamento de seu primeiro single, I Want You Back, em parceria com a cantora americana Missy Elliott, alcançando o primeiro lugar no Reino Unido. Lançado em 2000, seu primeiro álbum, Hot foi lançado, lançando cinco singles oficiais e um promocional.
Em 2005, depois de mudar de gravadora e ter dedicado-se à trabalhos no cinema, Melanie B lança seu álbum L.A. State of Mind, um, fracasso nas vendas, da onde foi retirado apenas um single.
Em 2010 Melanie prepara seu terceiro álbum em estúdio, adeuquando-se ao estilo de R&B americano, e onde vem trabalhando com personalidades da música como Danja e Timbaland e  preparando duetos com Missy Elliott e Emma Bunton.

## Álbuns de estúdio
| Ano  | Detalhes do álbum                                                                           | Melhor posição | Melhor posição | Melhor posição | Vendas     | Certificações |
| Ano  | Detalhes do álbum                                                                           | GB             | ESC            | JPN            | Vendas     | Certificações |
| ---- | ------------------------------------------------------------------------------------------- | -------------- | -------------- | -------------- | ---------- | ------------- |
| 2000 | Hot - Lançamento: 9 de outubro de 2000 - Gravadora: Virgin - Formatos: CD                   | 28             | 47             | 10             | UK: 75,000 | BPI: Prata    |
| 2005 | L.A. State of Mind - Lançamento: 27 de junho de 2005 - Gravadora: Amber Café - Formatos: CD | 453            | —              | —              | UK : 1,500 |               |

## Singles
| Ano  | Título                                         | Melhores posições | Melhores posições | Melhores posições | Melhores posições | Melhores posições | Melhores posições | Melhores posições | Melhores posições | Melhores posições | Melhores posições | Certificações | Álbum                                 |
| Ano  | Título                                         | GB                | ALE               | AUS               | AUT               | BEL               | BRA               | EUA               | HOL               | IRL               | NZL               | Certificações | Álbum                                 |
| ---- | ---------------------------------------------- | ----------------- | ----------------- | ----------------- | ----------------- | ----------------- | ----------------- | ----------------- | ----------------- | ----------------- | ----------------- | ------------- | ------------------------------------- |
| 1998 | "I Want You Back" (com part. de Missy Elliott) | 1                 | 37                | 12                | 80                | 8                 | 5                 | 25                | 6                 | 6                 | 20                | BPI: Prata    | Why Do Fools Fall in Love             |
| 1999 | "Word Up"                                      | 14                | 32                | —                 | —                 | —                 | 44                | —                 | 86                | —                 | —                 | —             | Austin Powers: The Spy Who Shagged Me |
| 2000 | "Tell Me"                                      | 4                 | 98                | 43                | 99                | 8                 | 1                 | —                 | 44                | 22                | —                 | —             | Hot                                   |
| 2001 | "Feels So Good"                                | 5                 | 62                | —                 | 12                | 10                | 4                 | —                 | 85                | —                 | —                 | —             | Hot                                   |
| 2001 | "Lullaby"                                      | 13                | 44                | —                 | —                 | —                 | —                 | —                 | —                 | —                 | —                 |               | Hot                                   |
| 2005 | "Today"                                        | 41                | —                 | —                 | 69                | —                 | —                 | —                 | —                 | —                 | —                 | —             | L.A. State of Mind                    |
| 2013 | "For Once in My Life"                          | —                 | —                 | —                 | —                 | —                 | —                 | —                 | —                 | —                 | —                 | —             | Single sem álbum                      |

### Outros Singles
| Ano  | Título           | Melhores posições | Melhores posições | Álbum              |
| Ano  | Título           | GB                | ALE               | Álbum              |
| ---- | ---------------- | ----------------- | ----------------- | ------------------ |
| 2001 | "Hotter"         | —                 | 165               | Hot                |
| 2005 | "Beautiful Girl" | —                 | —                 | L.A. State of Mind |
| 2008 | "Whose Is It"    | —                 | —                 | Reimagined         |

## DVD
| Ano  | Título      |
| ---- | ----------- |
| 2009 | Totally Fit |

## Referencias
1. ↑  «MELANIE B». Official Charts Company. Consultado em 14 de novembro de 2023
2. ↑  «15 October 2000 – 21 October 2000». Official Charts Company. Consultado em 14 de novembro de 2023
3. ↑  «Mel B - Japan Chart». Oricon. Consultado em 14 de novembro de 2023